# Johannes Falnes
Johannes Falnes   (Skudenes Municipality, 15 de desembre de 1931 - Trondheim, 2 de juny de 2024) va ser un físic noruec i professor emèrit de física experimental a la Universitat Noruega de Ciència i Tecnologia que va destacar per les seves contribucions a la investigació de l'energia d'ona.